# 貴広旅客専用線
貴広旅客専用線 (きこうりょかくせんようせん、中文表記: 贵广客运专线) とは、中国貴州省貴陽市から、広西チワン族自治区桂林を経て、広東省広州を結ぶ高速鉄道路線。別名、貴広高速鉄道。

## 概要
全長は857km（貴州省301km、広西チワン族自治区348.5km、広東省207.5km）。2008年10月13日に着工し、総工費858億元で、2014年12月26日に開通した。
貴広旅客専用線は貴陽・広州間をほぼ直線で繋げ、貴陽・成都・重慶・昆明と広州を最短で結ぶ路線となる。本路線の開通前は、貴陽から広州に向かうには、滬昆線・京広線を湖南省株洲経由で北側を迂回するか、または黔桂線・湘桂線・黎湛線・三茂線で南側を大きく迂回せざるを得なかった。そのため、本路線の開通は非常に大きな効果をもたらした。

## 歴史
- 2007年5月18日：国家発展改革委員会は貴広線の建設に同意。
- 2008年10月13日：貴広線が正式に着工、当初は旅客列車100往復／日・貨物は毎年2500万トンの輸送を予定[3][4]。
- 2010年4月：貴広線を旅客専用線とし、将来的には旅客列車を１日147～152往復させることが決定され、貨物関連設備の整備が中止される。
- 2014年7月31日：貴州省から広西チワン族自治区が完工[5]。
- 2014年12月26日：南広線と同時に開通。D211次列車は貴陽駅・広州南駅間を4時間9分で移動[6]。ただし開通時点では、桂林西・五通・陽朔・仏山西は未開業だった[7]。
- 2015年9月20日：竜里北駅～貴陽東駅間が完成。在来線を利用した貴陽北～貴陽～竜里北のルートの運行を停止し、貴陽北駅～貴陽東駅～竜洞堡駅～竜里北駅の新ルートに移行[8]。
- 2016年1月10日：桂林西駅が開業[9][10]。
- 2016年1月24日：陽朔駅が開業[11]。
- 2022年06月04日：榕江駅付近で土石流が発生し、線路に流入した土砂に列車がぶつかった。運転手が死亡、乗員乗客8名が怪我[12]。